# Glau (Trebbin)
Glau ist ein Ortsteil der Stadt Trebbin im Landkreis Teltow-Fläming in Brandenburg.

## Geographische Lage

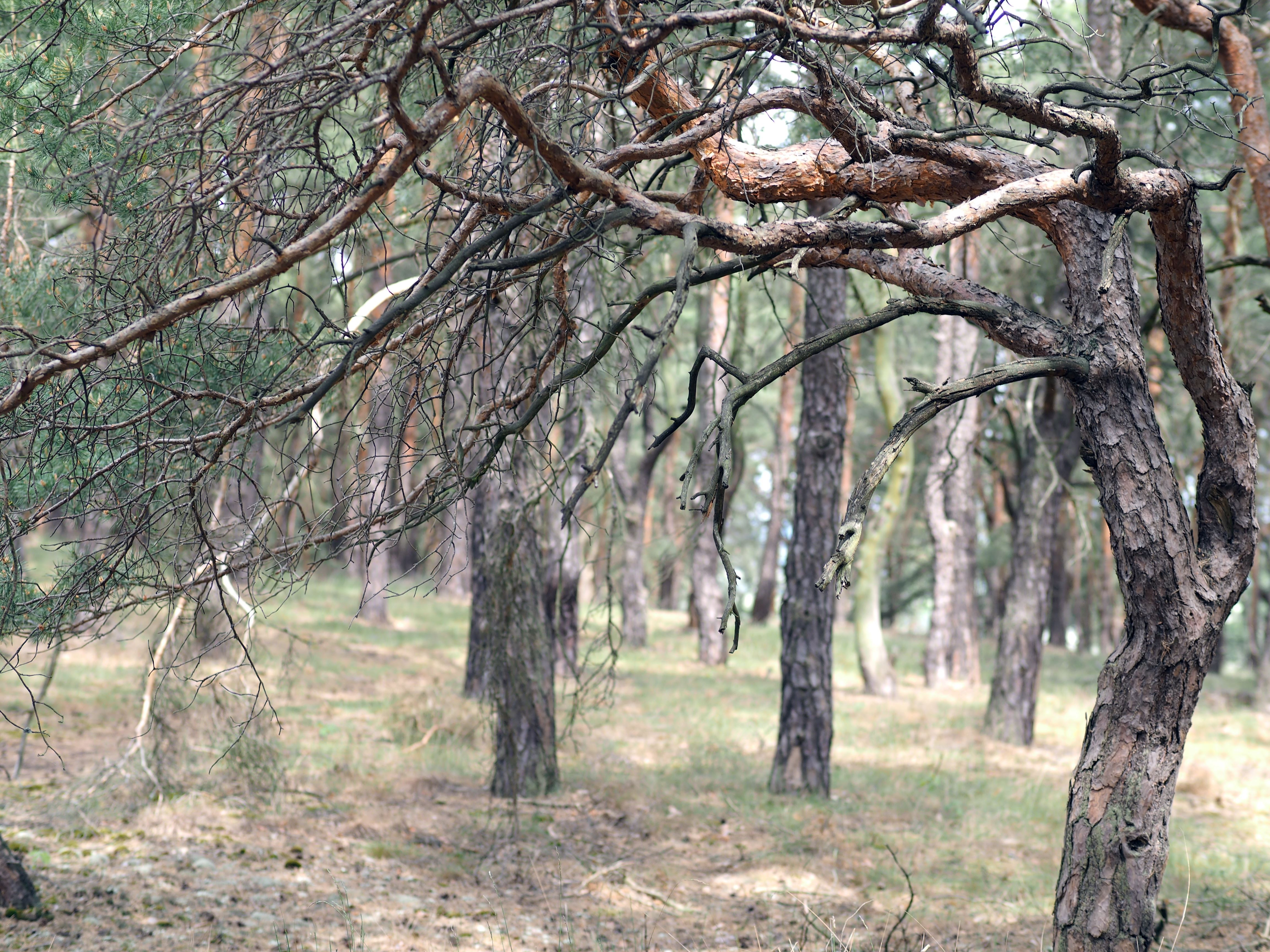
Glauer Berge

Glau grenzt im Norden an Mietgendorf und Kleinbeuthen, im Osten an Großbeuthen und Thyrow, im Südwesten an Trebbin, im Süden an Schönhagen und im Westen an Blankensee. Durch den Ort verläuft die Kreisstraße 7231 in West-Süd-Ost-Richtung. Nördlich liegt der Höhenzug Glauer Berge mit dem 90,7 m hohen Kesselberg sowie dem 79,2 m hohen Kapellenberg, auf dem sich zu einer früheren Zeit ein Wehrturm oder Wartturm befunden haben soll. Im Jahr 1772 wurde auch von einer Kapelle berichtet (Berg der Marienberg oder Capelienberg worauff eine alte Capelle steht). Die Landschaft fällt nach Süden hin steil auf rund 37 m ab und wird durch den Faulen Graben, einem Meliorationsgraben, in Ost-West-Richtung durchquert, der bei Blankensee in die Nieplitz entwässert.

## Geschichte

### 14. Jahrhundert bis 16. Jahrhundert
Der Ort wurde im Jahr 1368 erstmals als Gloych urkundlich erwähnt. Weitere Schreibweisen sind villam Glaw im Jahr 1383, Glowe 1446 sowie Glaw 1534. Das Dorf einschließlich der Ober- und Untergerichtsbarkeits gehörte vor 1368 bis 1643 dem Gut Blankensee. In dieser Zeit zahlten die Bewohner um 1500 insgesamt 5 1⁄2 Schock 12 böhmische Groschen (gr) zur Anlage als Abgaben. Im Jahr 1516 waren es 10 Rheinische Gulden (fl) zur Steuer; 1534 insgesamt 10 fl 18 Groschen (gr) 5 Pfennig (d) zum 50. Pfenning. Glau war von jeher landwirtschaftlich geprägt. Im Dorf lebten im Jahr 1584 insgesamt neun Hauswirte, die vier Taler zum 70. Pfenning an Abgaben leisteten (1586).

### 17. Jahrhundert
Im Frieden, d. h. vor dem Dreißigjährigen Krieg lebten im Dorf fünf Hufner und zwei Kossäten. Im Jahr 1643 kam es zu einer Teilung. Die von Thümen aus Blankensee besaßen fortan nur noch 3⁄4 des Dorfes sowie die Ober- und Untergerichtsbarkeit, während der andere Teil an die von Schlabrendorf ging. Hinzu kam ein wüstes Bauerngut sowie zwei wüste Kossätenhöfe (1686). Auf ihren Flächen wurden 28 Scheffel ausgesät sowie sechs Fuder Heu eingebracht. In einem Haus wohnte ein Schäfer, der offenbar nicht „soviel Güter angegeben als er vorhin versteuert hat, was untersucht werden muß“. Glau war insgesamt sechs Hufen groß. Der Anteil derer von Thümen bestand in zwei Hufnern und einen Kossäten. Der Hufner bewirtschaftete eine Hufe mit 16 Scheffel Aussaat und sechs Fuder Wiesenwachs. Er besaß eine Wohnung, Garten, Hütung und Viehzucht. Der zweite Hufner hatte lediglich eine qualitativ schlechtere „Sandhufe“ zur Verfügung, auf die er 16 Scheffel Aussaat ausbrachte und sechs Fuder Heu erntete. Auch er besaß eine Wohnung mit Hütung und Viehzucht. Dem Kossäten stand ebenfalls eine Hufe mit 3 3⁄4 Scheffel Aussaat zur Verfügung. Er kam auf drei Fuder Heu mit Wohnung, Hütung und Weide.

### 18. Jahrhundert
Der von Schlabrendorffsche Anteil gelangte im Jahr 1724 an die Adelsfamilie Le Duchat de Dorville, kam aber 1756 wieder in die Familie zurück. Kurz darauf wurde das Dorf unter dem Einfluss des Guts Blankensee wiedervereinigt. Das Dorf war nach wie vor sechs Hufen groß; mittlerweile lebten dort fünf Vollspänner, fünf Kossäten und vier Häusler (1749). Unter der Herrschaft des Guts Blankensee entstand bis 1791 ein Vorwerk mit drei Hausleuten oder Einliegern sowie einem Verwalter und vier Feuerstellen (=Haushalte). Im Dorf lebten fünf Bauern, vier Kossäten, zwei Büdner sowie drei Hausleute oder Einlieger, die in Summe zwölf Feuerstellen betrieben. Dem Schulenburgschen Kartenwerk nach entwickelte sich Glau zu einem Platzdorf.

### 19. Jahrhundert
Zur Jahrhundertwende bestand Dorf auf Glau und Gut mit fünf Ganzbauern, fünf Ganzkossäten, sechs Büdner und einem Einlieger. Es gab ein einzeln liegendes Vorwerk sowie einen vier Morgen Mg großen Weinberg sowie 23 Feuerstellen (1801). Bis 1837 wuchs das Dorf auf 20 Wohnhäuser an. Kurze Zeit später hatte sich mit einem Schneider ein erstes Handwerk angesiedelt (1840). Er beschäftigte einen Gesellen und bildete einen Lehrling aus. Im Jahr 1858 war das Dorf 1556 Mg groß: 8 Mg Gehöfte, 16 Mg Gartenland, 358 Mg Acker, 281 Mg Wiese, 653 Mg Weide und 240 Mg Wald mit zwei öffentlichen, 17 Wohn- und 38 Wirtschaftsgebäuden. Das Gut war 981 Mg groß: 5 Mg Gehöfte, 716 Mg Acker, 60 Mg Wiese und 200 Mg Wald mit drei Wohn- und sieben Wirtschaftsgebäuden. Seit 1861 findet der Name Glau seine Anwendung. In den Jahren 1893 wurden 1,5 Hektar (ha) aus dem Dorf sowie 1895 nochmals ein Hektar an den Gutsbezirk abgetreten. Vom Gutsbezirk abgetrennt wurden hingegen eine Parzelle, die Wilhelm von Goertzke besaß und die nach Großbeuthen kam (1893).

### 20. Jahrhundert

Heilinstitut in der Friedensstadt Weißenberg in Glau

Im Jahr 1900 war das Dorf 559 ha groß und bestand aus 21 Häusern; im 138,6 ha großen Gut waren es vier Häuser. In Glau gab es im Jahr 1927 den Wohnplatz Glau Ansiedlung. Ein Jahr später erfolgte der Zusammenschluss des Gutsbezirks mit der Gemeinde, die 1931 Landgemeinde wurde.
Zwischenzeitlich gründete der Sozialreformer Joseph Weißenberg im Jahr 1920 ein religiöses Siedlungswerk mit sozialen, medizinisch-therapeutischen und pädagogischen Einrichtungen, die Friedensstadt Weißenberg. Glau wuchs in dieser Zeit auf 34 Wohnhäuser mit 57 Haushaltungen an (1931). Das Siedlungswerk wurde in der Zeit des Nationalsozialismus aufgelöst bzw. im Zuge der Gleichschaltung in NS-Organisationen zwangseingegliedert. 1934 gründete sich eine Freiwillige Feuerwehr im Ort. Im Jahr 1939 gab es einen land- und forstwirtschaftlichen Betrieb, der größer als 100 Hektar war. Sieben Betriebe waren zwischen 20 und 100 Hektar, neun Betriebe zwischen 10 und 20 Hektar, zwei zwischen 5 und 10 Hektar sowie drei zwischen 0,5 und 5 Hektar.
Nach dem Ende des Zweiten Weltkrieges wurden 1948 insgesamt 123,3 Hektar Fläche enteignet: 33,3 Hektar Wald und 90 Hektar Wege und Ödland. Hiervon gingen vier Hektar an zwei landarme Bauern, sechs Hektar an vier nichtlandwirtschaftliche Arbeiter und Angestellte, 14,5 Hektar Wald an sieben Altbauern und 18,8 Hektar Wald an die Gemeinde. Weitere 80 Hektar gingen an die Rote Armee, die auf dem Gelände des Siedlungswerks eine Garnison sowie einige Meter weiter südlich einen Truppenübungsplatz errichtete. Die Bauern gründeten im Jahr 1958 eine LPG Typ III mit 16 Mitgliedern und 135 Hektar Fläche. Sie war drei Jahre später auf 46 Mitglieder und 320 Hektar angewachsen und schloss sich 1975 an die LPG Typ III in Löwendorf an. In Glau gab es in dieser Zeit im Jahr 1957 den Wohnplatz Siedlung. 1994 erfolgte eine Rückgabe an die Mitglieder der Johannischen Kirche als Rechtsnachfolgerin der Siedlungsgenossenschaft. 1998 schloss sich Glau mit Kliestow, Wiesenhagen und der Stadt Trebbin zu einer neuen Stadt Trebbin zusammen.

## Bevölkerungsentwicklung
| Jahr      | 1791               | 1801 | 1817 | 1837 | 1858       | 1871       | 1885       | 1895       | 1905      | 1925                         | 1939 | 1946 | 1964 | 1971 | 1981 |
| Einwohner | Dorf 83 und Gut 17 | 113  | 94   | 137  | 120 und 19 | 118 und 30 | 142 und 14 | 121 und 24 | 134 und ? | 135 und 79 (Glau Ansiedlung) | 572  | 389  | 250  | 246  | 231  |

## Sehenswürdigkeiten
- Friedensstadt Weißenberg

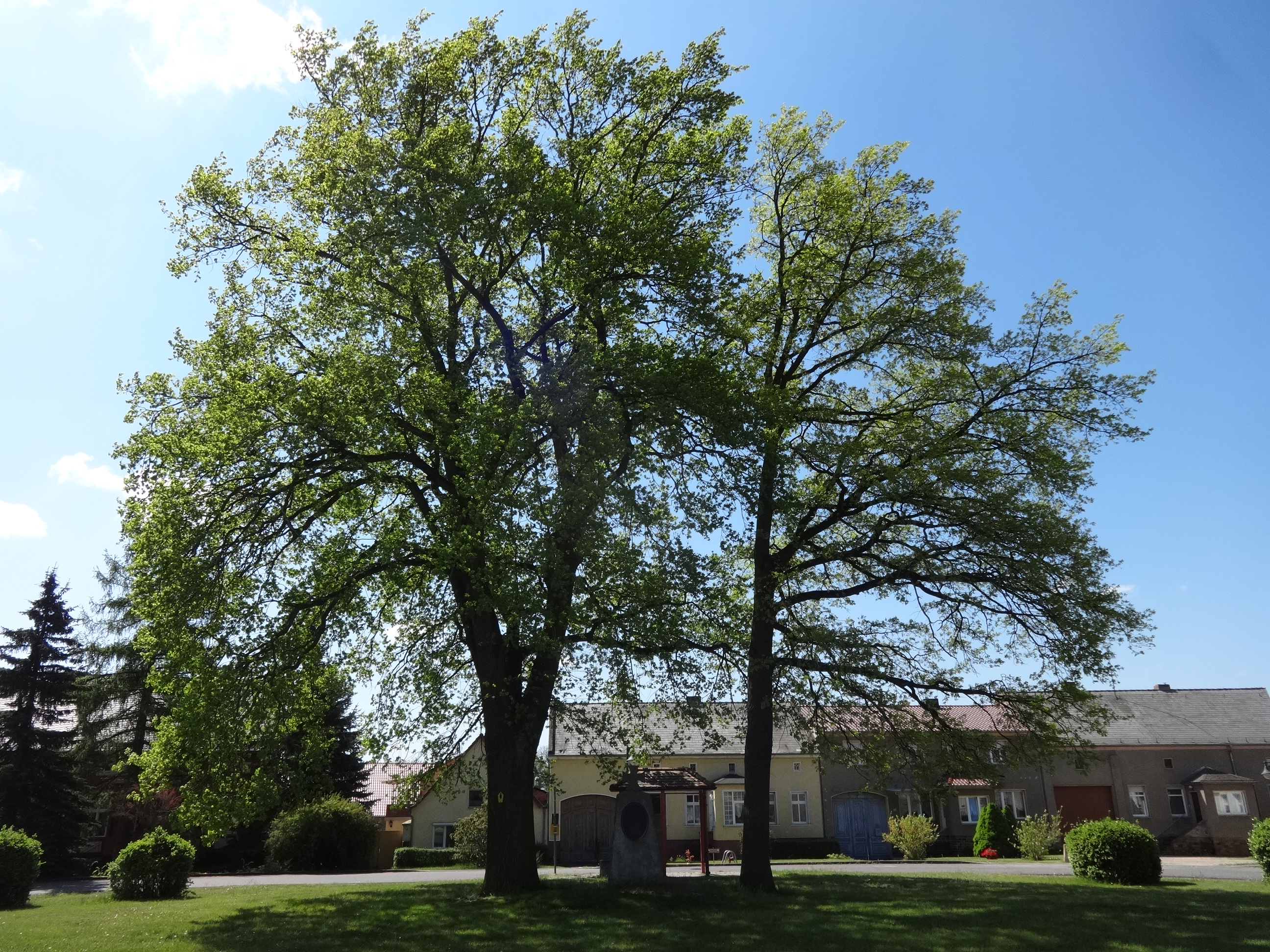
Dorfanger mit Denkmal für die Gefallenen der Weltkriege

- NaturParkZentrum des Naturparks Nuthe-Nieplitz und Wildgehege Glauer Tal auf dem ehemaligen Truppenübungsgebiet
- Glauer Berge: Hügellandschaft mit Erhebungen von bis zu 90 Metern
- Denkmal für die Gefallenen der Weltkriege auf dem Dorfanger
- Durch den Ort führt der Zwei-Berge-Weg, ein 13,1 km langer Wanderweg des FlämingWalks, der den Löwendorfer Berg mit den Glauer Bergen miteinander verbindet.

## Wirtschaft und Infrastruktur

### Wirtschaft
In Glau sind mehrere landwirtschaftliche Betriebe tätig, darunter ein Fischereibetrieb. Daneben existieren einige Handwerksunternehmen wie eine Kfz-Werkstatt und ein Holz verarbeitender Betrieb. In der Friedensstadt sind unter anderem eine Kerzenwerkstatt, ein Supermarkt und einige Ärzte ansässig.

### Verkehr
Über die Kreisstraße 7231 ist Glau nach Westen hin mit der Landstraße 793 nach Blankensee angebunden, während nach Südosten Trebbin erreicht wird. Über die Buslinien 751 und 757 bestehen Verbindung nach Blankensee, Luckenwalde und Trebbin.